# Oreophrynella macconnelli
Oreophrynella macconnelli ist eine südamerikanische Krötenart aus der Gattung Oreophrynella.

## Beschreibung
Der Körper ist 22 Millimeter lang. Die Körperoberseite ist olivbraun gefärbt und weist eine helle Marmorierung auf. Auf den Seiten befindet sich vom Auge bis zur Weiche sowie auf den Oberschenkeln eine Reihe kleiner gelblicher Flecke. Die Oberlippe ist gelblich. Unter den Augen befinden sich zwei dunkelbraune Binden. Die Körperunterseite ist weißlich. Auf der Oberseite befinden sich kleine glatte, schwach vorspringende Warzen und auf der Unterseite flache Körner. Der Vorderkopf springt stark vor. Der Interorbitalraum ist breiter als ein oberes Augenlid. Die erst Zehe ist viel länger als die zweite Zehe und ebenso lang wie die vierte Zehe. Erste und zweite Zehe sowie vierte und fünfte Zehe sind durch Haut miteinander verbunden. Die beiden Zehenpaare sind opponierbar. Zwischen diesen Zehen liegt die dritte Zehe frei. Undeutlich sind die Subarticularhöcker und Metatarsalhöcker zu erkennen. Das Tarsometatarsalgelenk reicht bis zum Auge, wenn das Hinterbein vorn an den Körper angelegt ist.

## Vorkommen

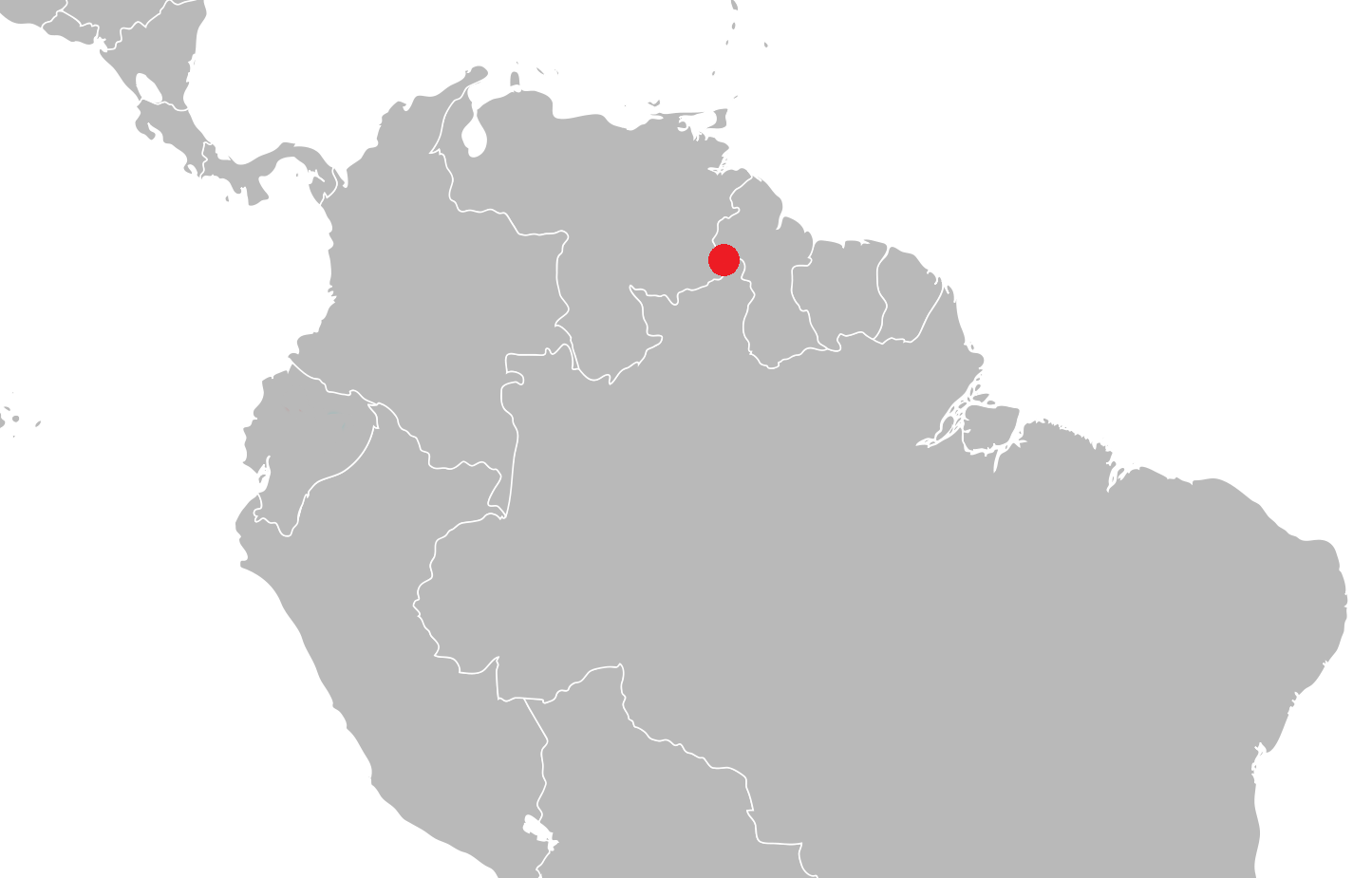
Verbreitungsgebiet von Oreophrynella macconnelli (rot)

Oreophrynella macconnelli kommt am Fuß des Roraima-Tepui an der Grenze von Guyana und Venezuela in einer Höhe von 1060 Meter über dem Meer vor. Die Art bewohnt tropische feuchte submontane Wälder. Über die Fortpflanzung ist nichts bekannt, es wird aber vermutet, dass eine direkte Entwicklung ohne Kaulquappenstadium stattfindet.

## Gefährdung
Die IUCN listet Oreophrynella macconnelli als gefährdet (Vulnerable), da die Art nur von einem einzigen Ort bekannt ist. Der Bestand gilt als stabil.